# Agriculture au Sénégal
La population rurale représente 55 % de la population totale du Sénégal, évaluée à 13,5 millions en décembre 2013.
Les secteurs de l'agriculture et de la pêche sont des secteurs économiques importants ; ils contribuent à 14 % du PIB et occupent 50 % environ de la population active. Malgré cela, plus de la moitié des ruraux, en général de très petits paysans pratiquant une agriculture de subsistance, vivent sous le seuil de pauvreté et 30 % d’entre eux sont affectés par l’insécurité alimentaire.
L’agriculture repose à la fois sur des cultures de rente (arachide, coton, produits horticoles pour partie) et sur des cultures vivrières (principalement céréales). L’élevage occupe aussi une place importante ainsi que la pêche.
Il s’agit en majorité d’une agriculture saisonnière et pluviale, centrée sur la période d’hivernage. Mais les surfaces irriguées, qui ne représentent que 5 % de la SAU, et les productions de contre saison ont tendance à se développer.
Les aléas climatiques, la baisse de fertilité des sols et les attaques de ravageurs affectent fortement la production. Aussi le Sénégal demeure-t-il un importateur net de produits alimentaires ; la facture céréalière étant particulièrement élevée.
Les meilleures terres agricoles se trouvent le long du fleuve Sénégal dans la vallée alluviale entre Bakel et Dagana, cette région est la plus densément peuplée de la vallée.

## Caractéristiques générales

### Zones agro-écologiques
Le Sénégal comprend six grandes zones agro-écologiques :
- La vallée du fleuve Sénégal : Elle couvre une partie des régions de Saint-Louis et de Matam. C’est une bande de 15 km environ composée d’un ensemble de plaines alluviales et de hautes terres sableuses. Dans la partie inondable (dite walo) du delta et de la moyenne vallée, les sols sont riches grâce à la couche de limons déposée par le fleuve lors des crues. On y pratique les cultures de décrues. Des périmètres irrigués, notamment pour la riziculture, y ont été aménagés. Dans la partie plus haute, non inondable (dite diéri), les terres ont une vocation pastorale.
- La zone sylvo-pastorale : Située au sud de la zone précédente, c’est la principale région d’élevage du pays. La pluviométrie y est très faible. Les ressources fourragères sont peu abondantes et fortement dégradées.
- La zone des Niayes : Elle couvre une bande de 5  à   10 km le long du littoral atlantique. C’est une zone à forte concentration de population. C’est aussi la principale région du pays.
- Le bassin arachidier : Il est constitué dans sa partie septentrionale par les régions de Thiès, Diourbel et (partiellement) de Louga et dans sa partie méridionale par les régions de Fatick, Kaolack et Kaffrine. Ce bassin a souffert de larges périodes de sécheresse au cours des dernières décennies. Les écosystèmes se sont dégradés et la fertilité des sols sévèrement affectée. La crise de l’arachide (cf. paragraphe cultures commerciales) a accentué les difficultés de la région.
- La Casamance: C’est une partie du pays qui bénéficie d’une pluviométrie abondante. On y pratique une agriculture traditionnelle diversifiée : riz pluvial, production fruitière, céréales, coton (en Haute Casamance)
- Le Sénégal oriental : Il comprend les régions de Tambacounda et de Kedougou. C’est une zone cotonnière et céréalière.

### Poids de l'agriculture

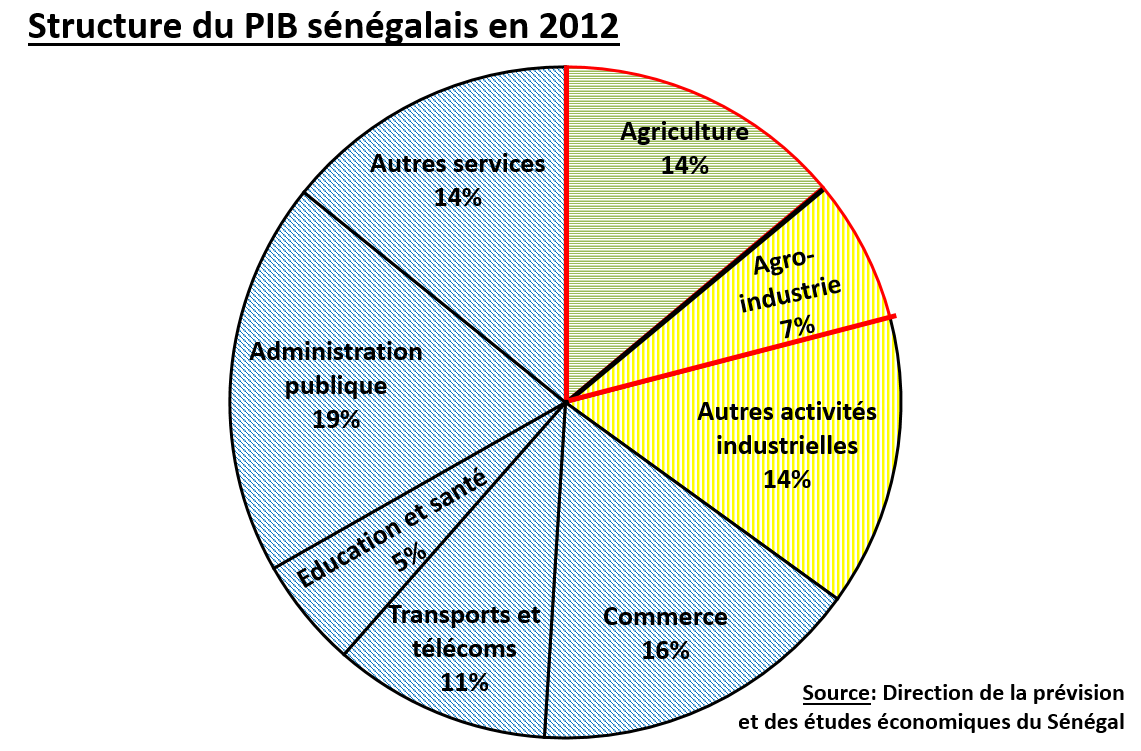

En 2012, le PIB sénégalais était estimé par la Banque mondiale et l'OCDE à un peu plus de US$ 14 milliards. Quatorze pour cent des richesses créées par le Sénégal en 2012 sont des produits agricoles bruts, sept pour cent des produits agricoles transformés. Par ailleurs, une part importante du commerce au Sénégal est liée aux marchés des produits agro-alimentaires.

### Utilisation du sol
La superficie des terres arables est estimée à 3,4 millions d'ha dont 2,5 millions mis en culture en moyenne chaque année.
Les terres cultivées sont occupées pour 50 % par les céréales, pour 30 % environ par l'arachide et pour 20 % par les autres productions.
À ces superficies, il convient toutefois d'ajouter une importante zone sylvo-pastorale consacrée en partie à un élevage extensif.

### Structure des exploitations en 1998
| Taille des exploitations agricoles sénégalaises en 1998 Source: Ministère de l'Agriculture et de l'Elevage de la République du Sénégal, Recensement National de l’Agriculture 1998-99, vol. 4 : Rapport général du recensement de l’agriculture pluviale, p. 17 |                            |                 |                            |                 |
| Taille de l'exploitation (ha) | Effectif des exploitations | Proportion en % | Superficie totale cultivée | Proportion en % |
| Moins de 0,5 ha | 46 580                     | 10,66%          | 12 170                     | 0,65%           |
| 0,5 à moins de 1 ha | 45 000                     | 10,29%          | 33 220                     | 1,77%           |
| 1 à moins de 2 ha | 72 250                     | 16,53%          | 106 650                    | 5,68%           |
| 2 à moins de 3 ha | 57 850                     | 13,24%          | 143 800                    | 7,66%           |
| 3 à moins de 4 ha | 47 420                     | 10,85%          | 164 650                    | 8,77%           |
| 4 à moins de 5 ha | 37 000                     | 8,45%           | 165 000                    | 8,78%           |
| 5 à moins de 7 ha | 51 050                     | 11,68%          | 303 000                    | 16,13%          |
| 7 à moins de 10 ha | 40 000                     | 9,06%           | 330 000                    | 17,53%          |
| 10 à moins de 20 ha | 34 330                     | 7,85%           | 459 000                    | 24,44%          |
| plus de 20 ha | 6 070                      | 1,39%           | 161 500                    | 8,60%           |
| Ensemble | 437 550                    | -               | 1 878 990                  | -               |

En 1998, il était estimé qu'au Sénégal 438 000 exploitations agricoles valorisaient environ 1,9 million d'hectares. Il s'agit pour 50 % d'entre elles d'exploitations de très petite taille : moins de 3 ha. Les exploitations de plus de 10 ha ne représentent que 10 % de l'ensemble. Un peu moins de 20 % des exploitants disposent de la moitié des terres agricoles.
Seules 15 % des terres agricoles sont exploitées par des femmes.
Le faire-valoir direct est le principal mode d'exploitation : il concerne 70 % des terres.
Le fermage est peu pratiqué (moins de 2 %). Une partie des terres (16 %) est prêtée à titre gratuit
.

## Agriculture et niveau alimentaire de la population
En 2011, la FAO estime que la consommation alimentaire moyenne d'un Sénégalais est de l'ordre de 370 kg par an. Quantitativement, les Sénégalais mangent deux fois moins que les Occidentaux. Pour la période 2014-2016, la FAO estime qu'1,7 million de personnes se trouvaient en situation de sous-alimentation, ce qui correspond à 11,7 % de la population. Cette sous-alimentation a pour effet qu'en 2014, 19,4 % des enfants de moins de 5 ans présentaient un retard de croissance.
| Consommation alimentaire moyenne (en kg) d’un Sénégalais en 2011 Source: Bilans alimentaires de la FAO |       |
| Produits                                                                                               | kg/an |
| Céréales                                                                                               | 163   |
| Tubercules                                                                                             | 18,4  |
| Viande                                                                                                 | 16,6  |
| Poisson                                                                                                | 24,7  |
| Légumes                                                                                                | 60,1  |
| Fruits                                                                                                 | 25,3  |
| Produits laitiers                                                                                      | 24,3  |
| Sucre                                                                                                  | 16,1  |
| Huiles végétales                                                                                       | 17,9  |
| Ensemble                                                                                               | 366,4 |

Notons que la consommation de céréales, en particulier de riz, est très élevée. Ceci implique que le Sénégal intensifie sa production s'il veut devenir autosuffisant (cf. paragraphe cultures vivrières).
Par contre, la consommation de viande demeure faible, quoique compensée en partie par une consommation en poisson assez élevée. Les caractéristiques des filières élevage et de la pêche (cf. paragraphes élevage et pêche) sont en cohérence avec ces données.

## Politique agricole
Le Sénégal est membre de la Communauté économique des États de l'Afrique de l'Ouest (CEDEAO), qui a adopté en 2005 une politique agricole régionale, l’ECOWAP/PDDAA (Economic Community of West Africa States Agricutural Policy) faisant elle-même partie du Programme Détaillé de Développement de l’Agriculture Africaine (PDDAA) du NEPAD (NewPartnership for Africa's Development).
La politique agricole de la CEDEAO est structurée autour de 3 objectifs : le développement des produits stratégiques pour la souveraineté alimentaire (riz, maïs, manioc, produits animaux, produits halieutiques) ; la promotion d’un environnement global favorable au développement agricole ; l’amélioration de l’accès des populations vulnérables à l’alimentation.
Au niveau national, le pays a mis en place le Plan Sénégal Emergent (PSE), nouveau cadre des politiques publiques, qui vise à accélérer la croissance, avec un objectif de 7 % à 8 % sur la période 2014-2018, et à dynamiser l’emploi. Le PSE comprend un volet agricole, le PRACAS (Programme d'accélération de la cadence de l'agriculture sénégalaise) qui vise à renforcer la sécurité alimentaire et réduire le déficit de la balance commerciale.
Plus précisément, le PRACAS a pour objectif de développer les filières stratégiques : par exemple, pour le riz, autosuffisance en augmentant les surfaces emblavées et en améliorant la productivité tout en diminuant les pertes, objectif de production de 1 600 000 tonnes de riz paddy à l'horizon 2017 ; pour l’oignon, objectif de production de 265 000 tonnes en 2017 ; pour l’arachide, objectif de production de 1 million de tonnes ; pour les fruits et légumes, objectif d'exportation vers l'Europe de 112 000 tonnes. De plus, le PRACAS doit permettre la reconstitution du capital semencier, l’accroissement des zones irriguées et l’amélioration de l'équipement du monde rural. Sont aussi prévus : des investissements en infrastructures pour le stockage et la conservation des produits agricoles afin de réduire les pertes post-récolte qui sont très importantes, l’amélioration de la mise en marché des produits ; la création d’un nouvel abattoir ; la création de 3 pôles de développement agro-industriel. Une loi foncière devrait compléter le dispositif de réformes.
Afin de limiter sa dépendance aux importations de blé (80 000 tonnes importées tous les ans), le pays cherche à développer des semences adaptées au climat sénégalais. Les recherches se déroulent à Sangalkam et se concentrent sur des blés égyptiens ou créés par les chercheurs.

## Evolution des principales productions agricoles du Sénégal
Production (tonnes) des principales cultures :
Spéculation	2014	2013	2012
Mil		662 614/	480 759
Sorgho		137 574/	86 865
Maïs		238 423	124 092
Riz paddy*	631 000	/469 649/	405 824
Fonio		1 497	/1 735
Arachide 	 	692 572	/527 528
Coton graine		32 248	/25 367
Manioc		189 469	/154 879
Niébé		55 015	/28 110
Sésame		5 291	/3 655
Pastèque		182 132	/148 683
Total légumes	740 000		
Total fruits	258 000		
Viande ovine	-	-	19 000 t
Viande bovine		-	87 300
Viande caprine	-	-	12 900 t
Œufs	-	-	500 millions
Superficies emblavées des principales cultures Sénégal
Culture		Moyenne des 5 dernières années. 2013. 2012. 2011 
Céréales	1 226 823	/1 136 916/	1354 919
Arachide	708 956/	865 770/	912 895
Niébé	129 206/	94 530	/95 484
Manioc	23 600	/20 672/	50 308
Pastèque	16 582	/13 940/	17 955
Coton	33 694	/26 643/	30 529
Sésame	11 319	/8 295/	23 355
Autres	10 380/	16 233	/15 016
TOTAL	2 160 560/	2 182 963/	2 604 478
|      | mil       | sorgho  | maïs    | riz       | arachide  | coton  | manioc    | niébé   | sésame | pastèque  |
| 2012 | 480 759   | 86 865  | 124 092 | 405 824   | 527 528   | 25 367 | 154 879   | 28 110  | 3 655  | 148 683   |
| 2013 | 662 614   | 137 574 | 238 423 | 469 649   | 692 572   | 32 248 | 189 469   | 55 015  | 5 291  | 182 132   |
| 2014 |           |         |         | 631 000   |           |        |           |         |        |           |
| 2016 |           |         |         |           |           |        | 439 871   |         |        |           |
| 2018 | 875 484   | 217 491 | 410 364 | 1 011 269 |           |        |           |         |        |           |
| 2021 | 1 144 855 | 377 323 | 761 883 | 1 349 723 | 1 797 486 | 19 571 | 1 346 474 | 253 897 | 36 110 | 1 677 476 |

On remarque une hausse considérable de la production vendue dans certains secteurs comme la production d'arachide, de manioc ou de pastèque. Pour l'arachide l'objectif de production de 1 million de tonnes est largement atteint en 2021.

## Cultures commerciales ou principalement destinées à l'exportation
Les principales cultures commerciales sont les arachides, le coton, la canne à sucre. Mais une partie des productions horticoles (principalement mangue, haricot vert, tomate et melon) fait aussi partie de cette catégorie (voir paragraphe "productions horticoles"). Ces différentes productions contribuent largement aux recettes d'exportation.

### Arachide

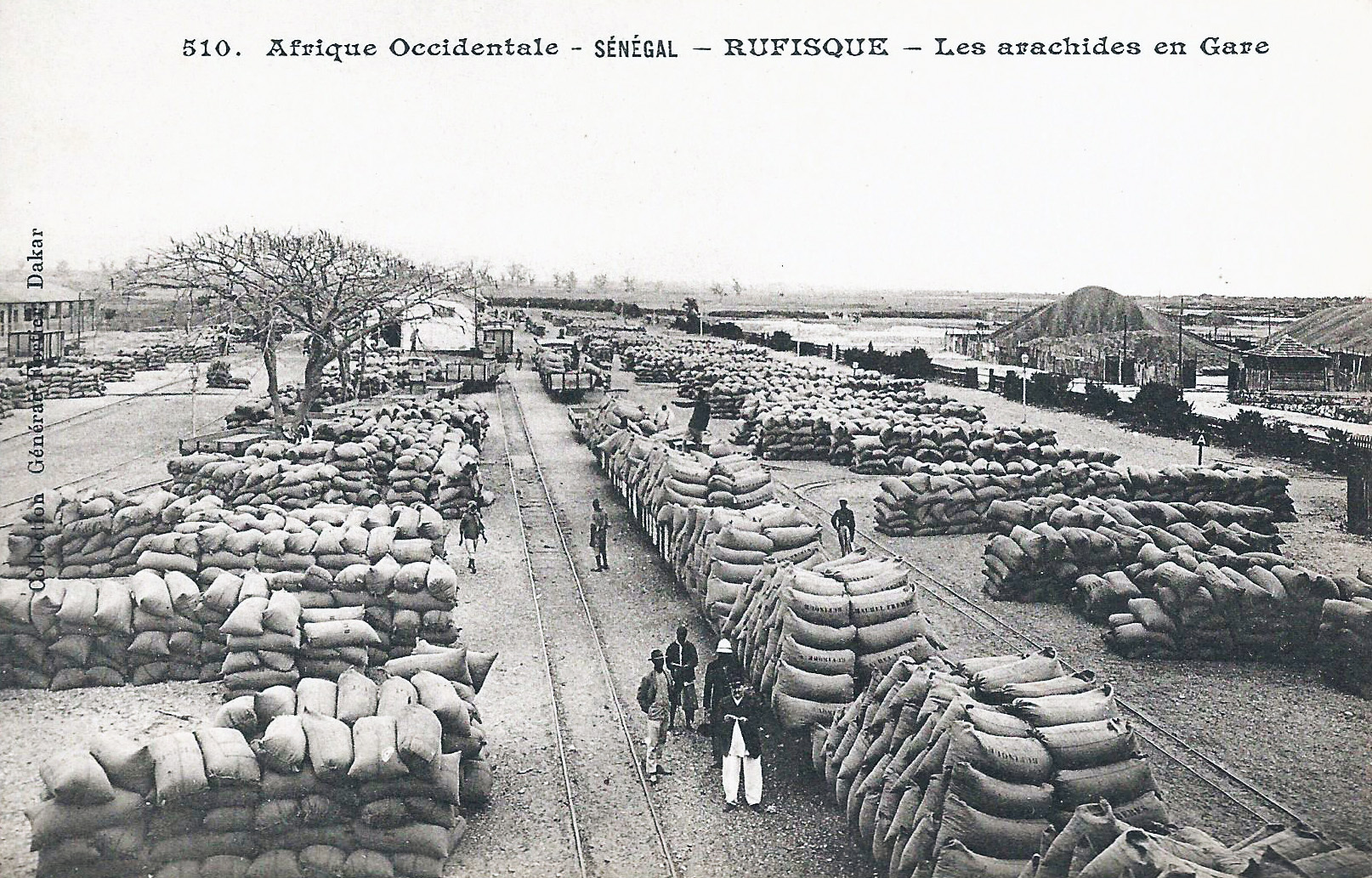
Rufisque : les arachides en gare (Afrique-Occidentale française).

La culture de l’arachide s’est développée au Sénégal dans les années 1960 au point de devenir la principale culture de rente du pays et le moteur du développement de l’économie sénégalaise. Elle a assuré jusqu’à 80 % des exportations du pays à l’indépendance. Le Sénégal étant alors le premier exportateur mondial de produits arachidiers. En 1976, la production a atteint le niveau record de 1,43 million de tonnes avec environ 1 500 000 ha emblavés.
Sa production s’effectue dans la plupart des régions du pays avec une forte concentration dans les régions de Kaolack, Kaffrine, Fatick, Diourbel, Thiès, Louga ; ces régions formant le Bassin arachidier.
On a ensuite assisté à une crise de la filière arachidière. La production a chuté fortement et n’était plus que de 260 700 tonnes lors de la campagne 2002/2003. Cette crise résulte de nombreux facteurs :  fluctuations du marché mondial, concurrence des autres oléagineux, baisse de la fertilité des sols et de la qualité des semences, diminution de la pluviométrie.
La production a été relancée depuis, mais demeure loin des niveaux records antérieurs. Par exemple, en 2012, qualifiée de bonne année, la production d’arachide s’est élevée à 692 600 tonnes pour une superficie emblavée de l’ordre de 709 000 ha. Le Sénégal se situe désormais loin des premiers producteurs mondiaux que sont la Chine et l’Inde. Il demeure tout de même le deuxième producteur africain derrière le Nigéria.
Les exportations de produits arachidiers ne représentent plus que 4 % des exportations du Sénégal en 2011. Ceci est dû à la baisse de la production, mais aussi au développement d’autres secteurs exportateurs comme les produits de la pêche et les produits miniers.
La commercialisation de l’arachide connait elle aussi de graves difficultés.
Le prix au producteur (prix plancher) est fixé pour chaque campagne de commercialisation par le Comité National Interprofessionnel de l’Arachide (CNIA) en tenant compte du cours mondial de l’huile brute et du tourteau d'arachide. Mais il y a rarement accord sur ce prix. Les industriels huiliers, notamment la société Suneor, leader du marché avec 90 % de la trituration industrielle, n’arrivent pas à acquérir toute la production en raison d’un manque de liquidités et de leur endettement. Le taux de collecte par les huiliers n’a cessé de baisser : il est passé de 55 % pour la campagne 2000/2001 à 20 % pour la campagne 2010/2011. Le reste de la production est écoulé sur le marché parallèle ou sur le marché informel. Il fait l’objet d’une trituration artisanale, souvent aux mains des femmes dans le Bassin arachidier, permettant la fabrication d’huile pour le marché local, mais aussi de pâte, de poudre et d’aliment du bétail.
Ces dernières années d’autres opérateurs, notamment chinois et indiens sont intervenus sur le marché. Ils ont acheté des graines sur le marché parallèle souvent à un prix supérieur au prix plancher fixé, ce qui a compliqué encore l’approvisionnement des huileries.
À côté de l’arachide d’huilerie, se développe l’arachide de bouche dont la demande sur le marché mondial est en croissance. La production d’arachide de bouche était de 58 000 tonnes en 2000.

### Coton
La production de coton au Sénégal, comme celle d'autres pays africains, varie fortement selon le contexte économique (fluctuations des cours mondiaux), les conditions climatiques et les aléas phytosanitaires. Quelques chiffres montrent ces fluctuations : 11 600 tonnes en 1998/1999 (attaque de parasites sur la culture), 51 300 tonnes en 2003/2004 (plan de relance), 26 000 tonnes en 2008/2009 et même 18 500 tonnes en 2009/2010 (effondrement des cours mondiaux).
Depuis cette date la production s’est redressée. En 2012, elle s’est élevée à environ 35 000 tonnes de coton graine, en augmentation de 31 % par rapport à 2011 et de 37 % par rapport à 2010. Ceci est dû à l’accroissement des superficies emblavées et dans une moindre mesure des rendements. À moyen terme l’objectif est de produire 60 000 tonnes. Il s’agit d’une filière structurée autour de la Fédération nationale des producteurs de coton (FNPC), représentant plus de 20 000 exploitations familiales et de la Sodefitex qui dispose de cinq usines d’égrenage à Kahone, Kédougou, Tambacounda, Vélingara et Kolda.
Pour la campagne 2013, la production a atteint 32 250 tonnes de coton graine soit 13 600 tonnes de fibre de coton et 17 500 tonnes de graine de coton. Le coton est le 10e produit d’exportation du Sénégal.
La zone cotonnière correspond aux régions naturelles du Sénégal Oriental, de la Casamance Continentale et du sud Sine Saloum (régions administratives de Tambacounda, Kolda, et sud des régions de Fatick et de Kaolack).
La filière coton est bien structurée autour de la Sodefitex, ancienne entreprise publique privatisée en novembre 2003, qui dispose d’une capacité d’égrenage de 65 000 tonnes, et de la Fédération nationale des producteurs de coton (FNPC) qui représente plus de 20 000 exploitations familiales.
La production de coton au Sénégal demeure toutefois modeste si on la compare à celle des principaux pays africains producteurs de coton comme le Mali ou le Burkina Faso. Le coton est le 10e produit d’exportation du Sénégal.

### Canne à sucre

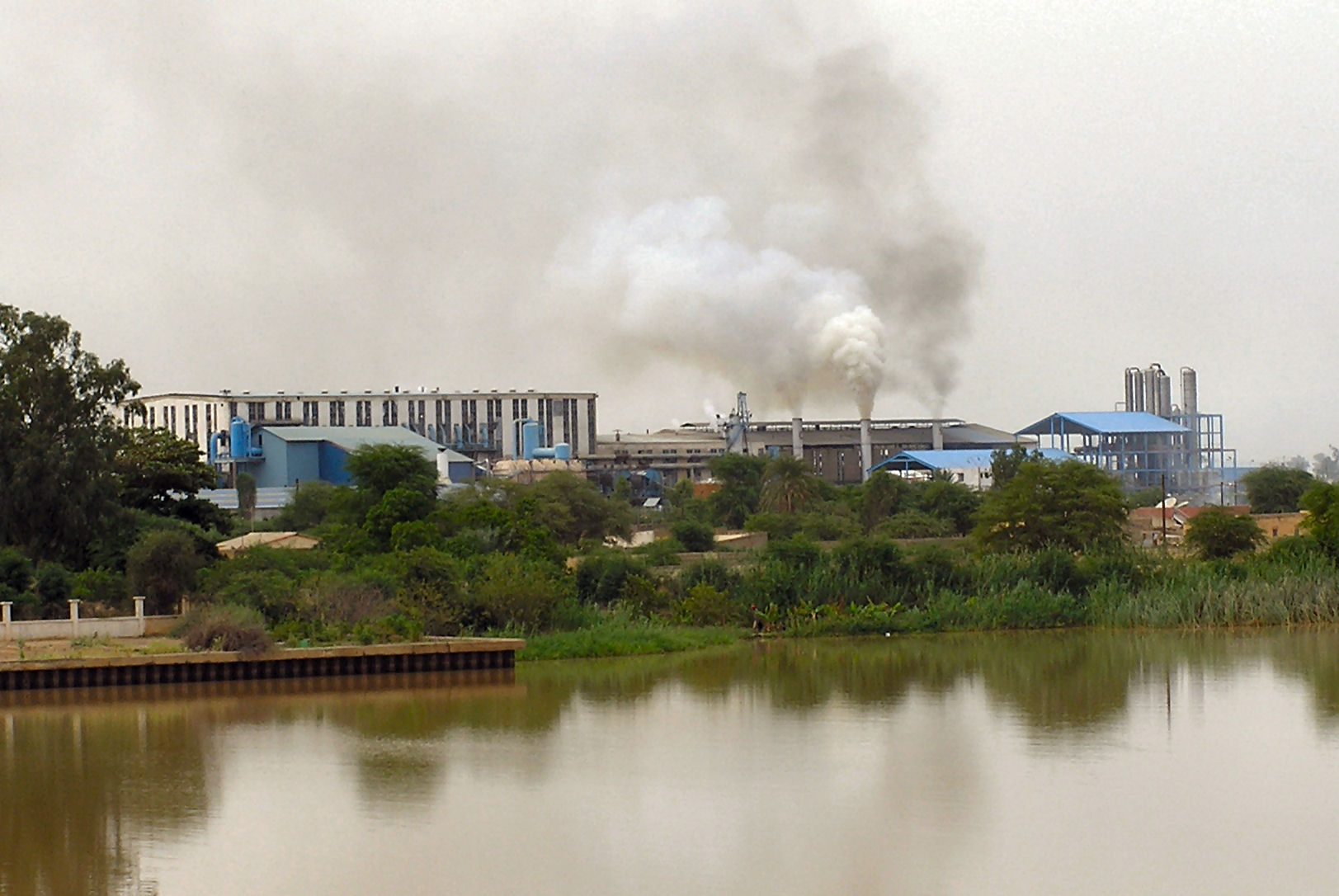
Raffinerie sucrière de la Compagnie sucrière sénégalaise à Richard-Toll

La production de canne à sucre a atteint 1 500 000 tonnes environ en 2012, en augmentation de près de 90 % par rapport à 2011. Cette évolution est liée à la mise en œuvre par la Compagnie sucrière sénégalaise (CSS) d’un projet de développement qui vise à assurer l’autosuffisance en sucre du pays et même à exporter les surplus vers les pays déficitaires de l’Afrique de l’Ouest. Les besoins en sucre du Sénégal sont estimés à 150 000 tonnes environ.
La canne est cultivée dans la région du fleuve Sénégal autour de Richard-Toll où la CSS qui cultivait 9 000 ha de canne a obtenu de nouvelles concessions de terre du gouvernement sénégalais. La CSS, société détenue par le groupe Mimran, emploie 3 000 travailleurs saisonniers et autant de permanents, ce qui en fait l’employeur privé le plus important du pays. Elle bénéficiait jusqu’à maintenant d’un monopole de fait sur la production de sucre au Sénégal. Mais l’ouverture du marché à la concurrence qui se traduit par des importations de sucre à des prix inférieurs a, semble-t-il, fragilisé sa situation.

## Cultures vivrières ou principalement destinées au marché intérieur
Le riz, le mil, le maïs et le sorgho sont les principales céréales vivrières pour les populations rurales. En 2012/2013, la production céréalière s'est élevée à 1 500 000 tonnes pour un emblavement de 1 226 000 ha. La production progresse, mais de manière modérée : + 4 % par rapport à la moyenne des 5 campagnes précédentes. Le pays n'est cependant pas auto-suffisant en céréales. Les importations sont fortes, en particulier dans les années à faibles précipitations, dans la mesure où il s'agit de cultures pluviales (sauf pour la riziculture irriguée)

### Riz

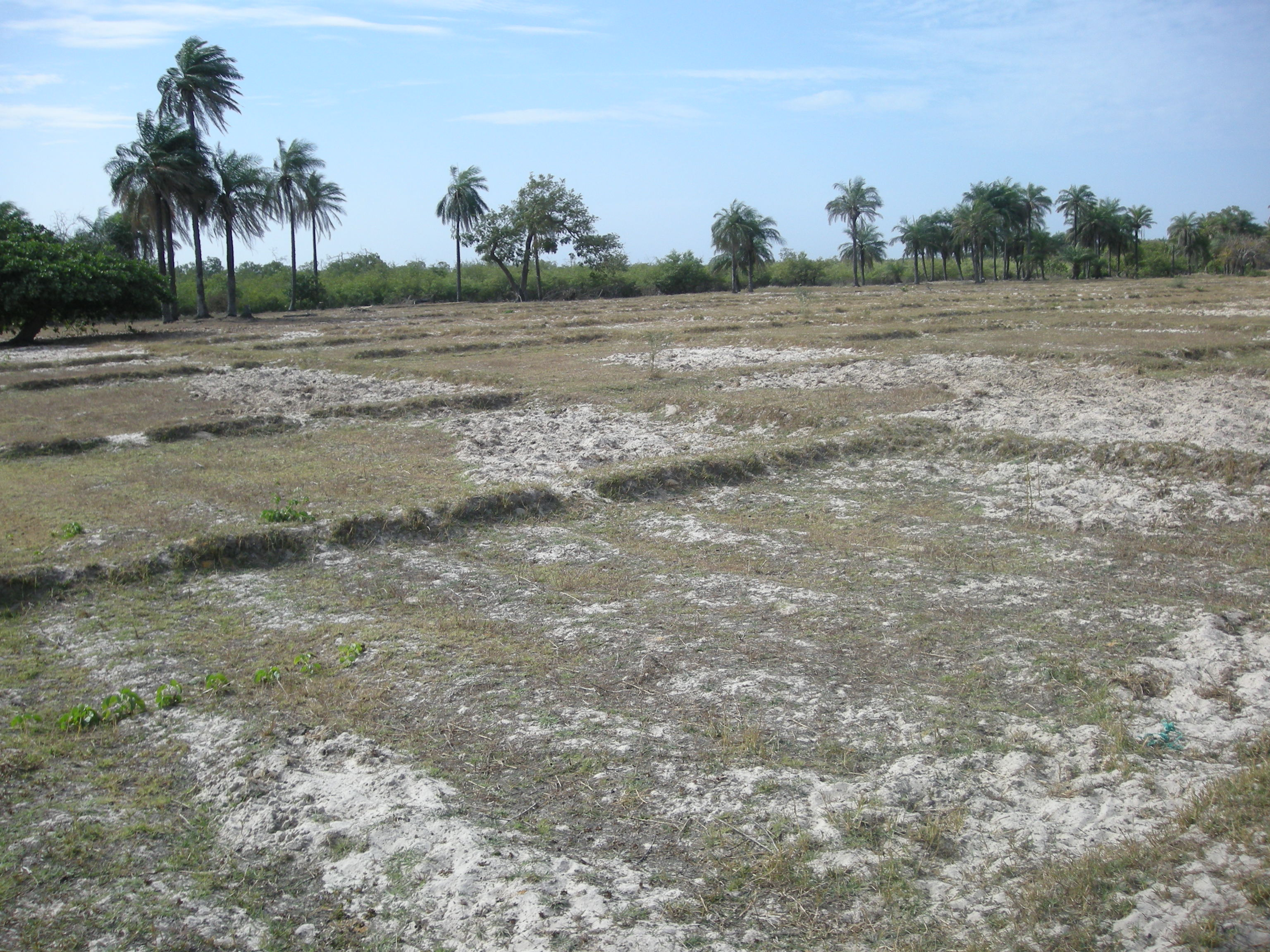
Rizière après récolte près de Carabane

La production de riz paddy au Sénégal est évaluée à 906 000 tonnes en 2015, soit 560 000 tonnes de riz blanc (sur la base d'un taux d'usinage de 62 %). Cette production est en augmentation de 62 % par rapport à la production enregistrée en 2014 (559 000 tonnes) et de 83 % par rapport à la production moyenne (494 000 tonnes) des 5 années précédentes (2010 à 2014). La production a progressé ces dernières années passant de 190 500 tonnes de paddy en 2006 à près de 630 000 tonnes en 2014, soit 380 000 tonnes de riz blanc environ. Les effets cumulés d’une augmentation des superficies emblavées (par des investissements massifs dans les ouvrages hydro-agricoles), de l’intensité culturale et des rendements sont à l’origine de cette augmentation. Une telle augmentation peut être liée à l'accroissement des surfaces, mais aussi aux effets de la pluviométrie, à la disponibilité en intrants, à la qualité des semences et au respect des « itinéraires techniques » promus dans le cadre du PRACAS. Elle demandera toutefois confirmation au cours des années à venir car certains acteurs de la filière riz considèrent que ces chiffres sont surévalués.
Mais le pays demeure déficitaire en riz car au cours des dernières années la population a fortement augmenté ainsi que sa consommation. Le Sénégal est l’un des plus gros consommateurs de riz de l’Afrique de l’Ouest avec environ 80 kg de riz par habitant et par an. Dès lors, le riz constitue un enjeu crucial pour l'alimentation au Sénégal, que ce soit en matière de sécurité alimentaire, de souveraineté alimentaire ou de taux d'auto-suffisance alimentaire. L’État sénégalais poursuit une politique active dans le but d'accroître la production de riz et de diminuer la part des importations coûteuses dans l'alimentation de base des Sénégalais.
Sur la décennie 2004-2013, les importations se sont maintenues au-dessus de 800 000 tonnes par an. En 2013, 902 000 tonnes de riz ont été importés. Elles proviennent majoritairement d’Inde et dans une moindre mesure de Thaïlande et du Brésil. À cette date, le Sénégal est le deuxième plus gros importateur de riz en Afrique, devant la Côte d'Ivoire et derrière le Nigeria. Pour 2015-2016, il semblerait toutefois que les importations soient en baisse de l'ordre de 15 %.
Malgré les progrès réalisés, il semble que l'objectif d'autosuffisance en 2017 (évalué à 1 600 000 tonnes de riz paddy) soit difficile à atteindre car même si on prend en compte une récolte de l'ordre de 900 000 tonnes en 2015, il faudrait presque la multiplier par 2 en 2017.
Par ailleurs, la qualité du riz local n'est pas toujours à la hauteur des attentes des consommateurs malgré des améliorations sensibles obtenues au cours des dernières années. Sur les marchés, les consommateurs privilégient l'achat de riz d'origine étrangère au détriment du riz sénégalais. Réunie en 2016, la plateforme de commercialisation du riz sénégalais (qui regroupe les entreprises rizières, les importateurs et l’État) a admis qu'il lui fallait trouver "de nouvelles manières de promouvoir la production nationale et d'inciter les sénégalais à manger le riz de leur pays".
Il existe plusieurs types de riziculture :
- La riziculture traditionnelle pluviale dans le sud du pays (régions de Fatick, Sédhiou, Ziguinchor) avec 2 variantes : celle pratiquée dans les bas-fonds le long de vallées inondables et celle pratiquée sur les plateaux, totalement pluviale.

Dans ce système où les structures d’exploitation sont très petites, le travail est essentiellement manuel, l’utilisation de semences améliorées et d’engrais est rare. Les rendements sont faibles, de l’ordre de 2 tonnes par ha en culture pluviale sur les plateaux et de 3 tonnes/ha dans les bas-fonds. Une grande partie de ce riz est autoconsommée.

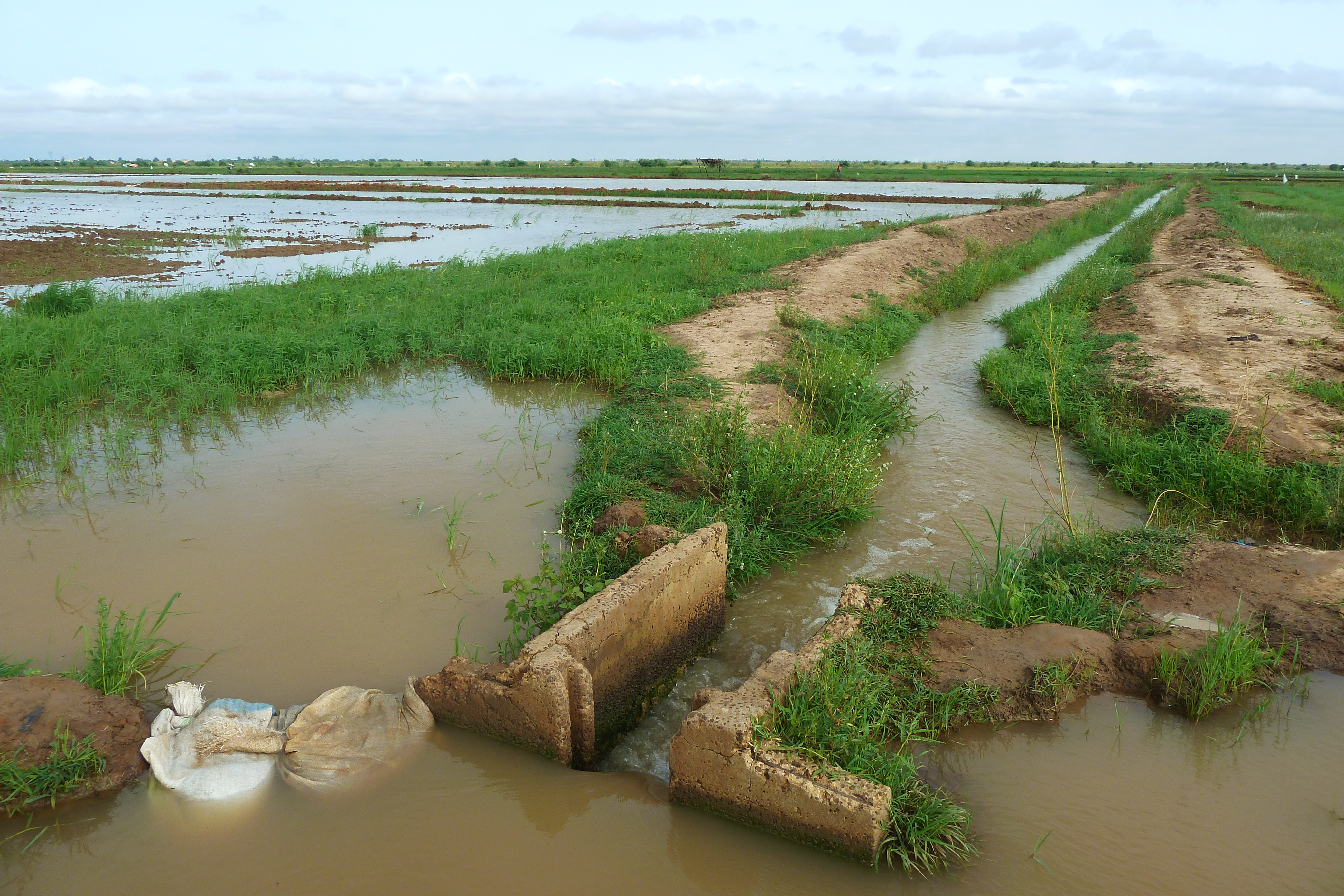
Riziculture irriguée dans le département de Dagana

- La riziculture irriguée au nord du pays dans la vallée du fleuve Sénégal : Elle s’effectue sur des périmètres aménagés par la Société Nationale d’aménagement et d’exploitation des terres du delta du fleuve Sénégal, des vallées du fleuve Sénégal et de la Falémé (SAED). Les surfaces aménagées et mises en valeur tournent autour de 70 000 ha sur un potentiel de l’ordre de 240 000 ha. L’objectif est d’arriver à 100 000 ha aménagés en 2017. La gestion des périmètres irrigués, précédemment du ressort de la SAED, a été transférée aux organisations professionnelles agricoles.

Il s’agit d’une riziculture intensive avec 2 récoltes par an, l’une issue de la campagne d’hivernage, l’autre de la campagne de contre saison sèche chaude. Semences améliorées et engrais sont utilisés. Les rendements sont de l’ordre de 6 tonnes par ha.
La riziculture occupe une place prépondérante dans l'économie de cette partie septentrionale du pays. L'étendue des terres agricoles du fait de l'absence de relief et le développement d'un réseau hydrographique qui est le plus important du pays, à savoir celui du fleuve Sénégal, long de 1 700 km et décrivant un bassin d’environ 289 000 km2, font de Dagana une région de choix pour la riziculture irriguée.
Les pouvoirs publics misent sur le développement de cette riziculture irriguée pour atteindre l’autosuffisance.
Notons qu'il existe aussi des cultures de riz irrigué au sud dans le bassin de l’Anambé.

### Mil
Le mil est la céréale la plus cultivée au Sénégal avec 70 % environ des superficies emblavées en céréales. La production est évaluée à 663 000 tonnes pour la campagne agricole 2012/2013, en hausse de 7 % par rapport à la moyenne des 5 années précédentes. Le mil est cependant moins consommé que le riz par la population. Le mil à chandelle ou mil pénicillaire est la principale culture céréalière du Sénégal. Il tolère la sécheresse, un faible niveau de fertilité des sols et des températures élevées. Il est cultivé principalement au centre du pays couvrant les régions de Kaolack, de Louga, de Diourbel, de Thiès et dans la région de Tambacounda.

### Manioc
La culture du manioc a connu un bond spectaculaire au cours des années 2010 grâce à la coopération régionale et à l'importation de variétés plus productives venant du Ghana. Les rendements sont passés de 10 tonnes par hectare  environ à 25 ou 30 tonnes. Cette production offre des opportunités pour les populations rurales grâce à la transformation sur place. Les objectifs de production de farine de manioc sont ambitieux et vont jusqu'à 235 000 tonnes de farine par an. Celle culture pourrait être une solution pour atteindre l'autosuffisance alimentaire.

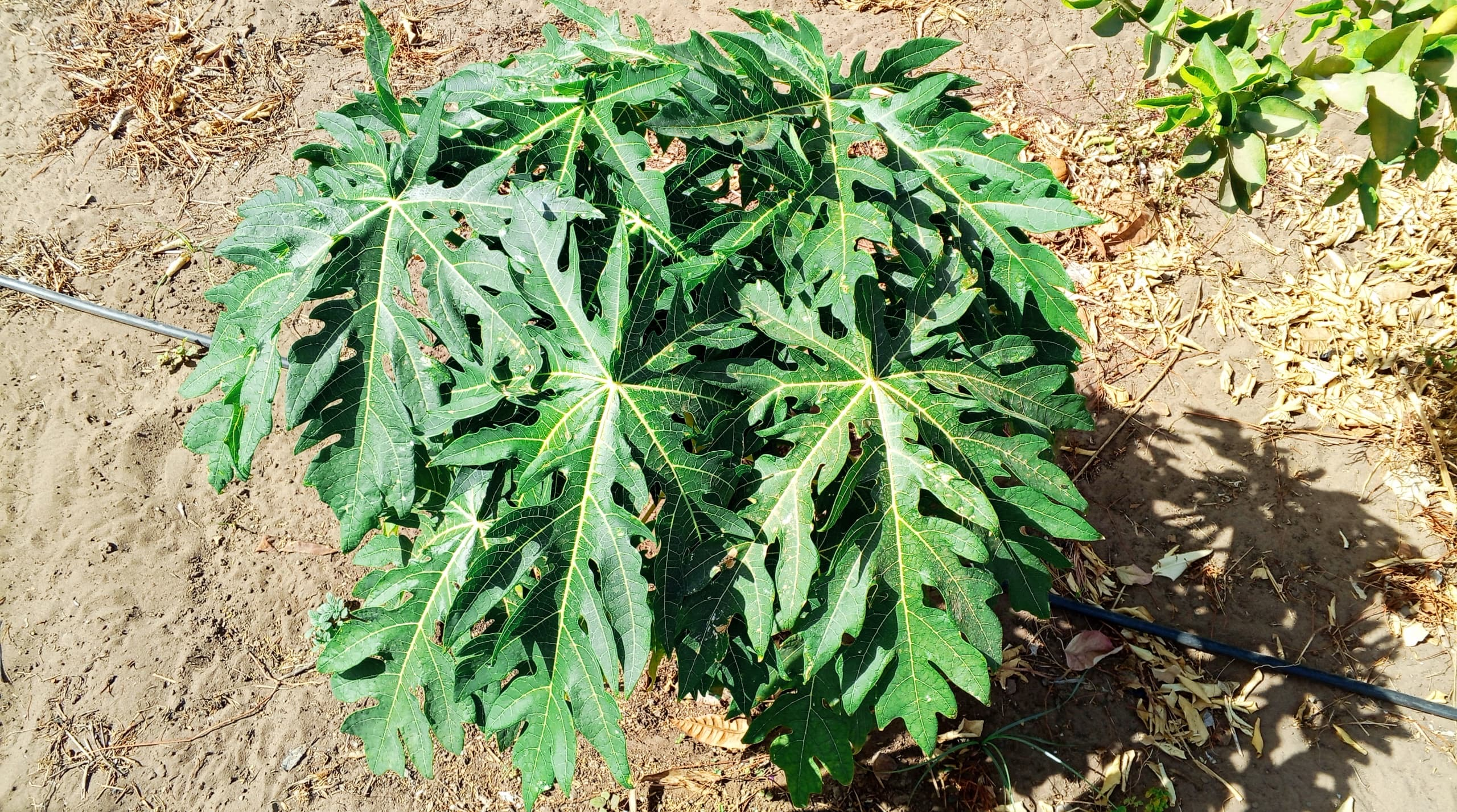
Manioc au champ au Sénégal.

### Autres céréales
Pour la campagne agricole 2012/2013, la production de maïs s'est élevée à 238 000 tonnes et celle de sorgho à 138 000 tonnes. Elles sont en forte hausse par rapport à la campagne précédente. Par contre, la production de fonio, déjà très faible, recule encore : elle n'est plus que de l'ordre de 1 500 tonnes. Le sorgho est produit à l’est du bassin arachidier, au Sud dans la région de Kolda, notamment dans le département de Vélingara et dans la Vallée du fleuve Sénégal en raison des habitudes alimentaires des ménages ruraux de ces zones.
La culture du maïs, plus exigeante en eau, se développe principalement dans les régions de Tambacounda, de Kolda et de Kaolack. Le programme « maïs » initié en 2003 par le gouvernement avait diffusé la culture dans toutes les régions du Sénégal mais l’effet recherché n’a pas été atteint. Les importations de maïs sont encore élevées notamment pour répondre aux besoins de l’alimentation animale (12 milliards FCFA en 2009). Le fonio reste quant à lui concentré dans les régions de Tambacounda et de Kolda avec des productions encore faibles. Cependant cette culture présente de sérieuses potentialités compte tenu de ses nombreuses caractéristiques et des nouvelles initiatives au niveau régional pour en faire une culture de rente.

## Production horticole
La production horticole du Sénégal est estimée en 2014 à plus de 900 000 tonnes. Elle est en constante augmentation, de 5 à 10 % par an. Il s’agit pour partie de cultures de rente et pour partie de cultures vivrières de subsistance.
Près de 10 % de la production (85 000 tonnes) est exportée, avec une progression de 15 à 20 % par an au cours des 5 dernières années. Les recettes des exportations de produits horticoles sont désormais supérieures à celles de l’arachide, c’est dire le dynamisme du secteur horticole sénégalais.

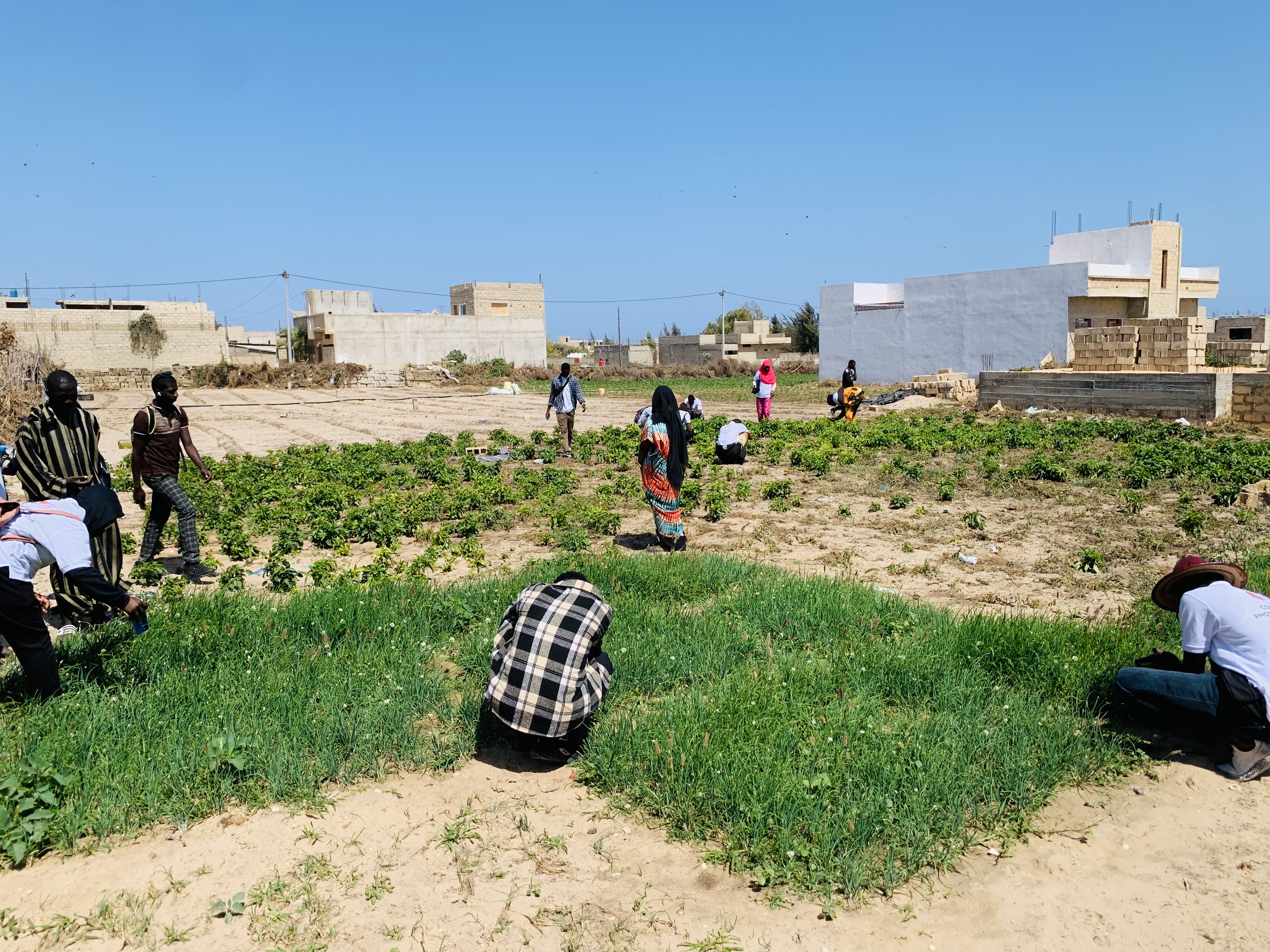
Champ de persil à Niaga, Rufisque
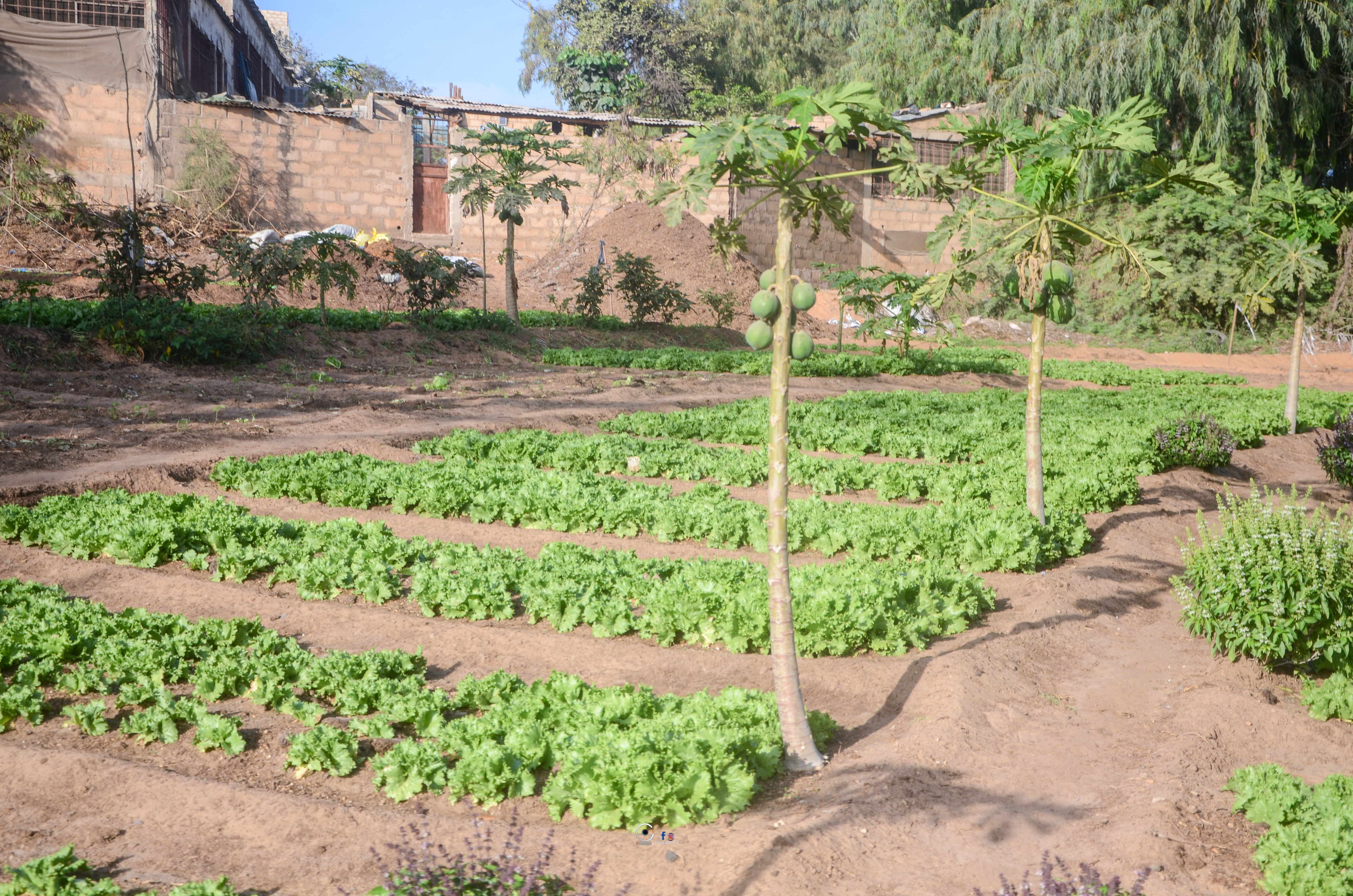
champs de culture de Salades vertes au niveau de la zone des Niayes de Pikine

### Production maraîchère

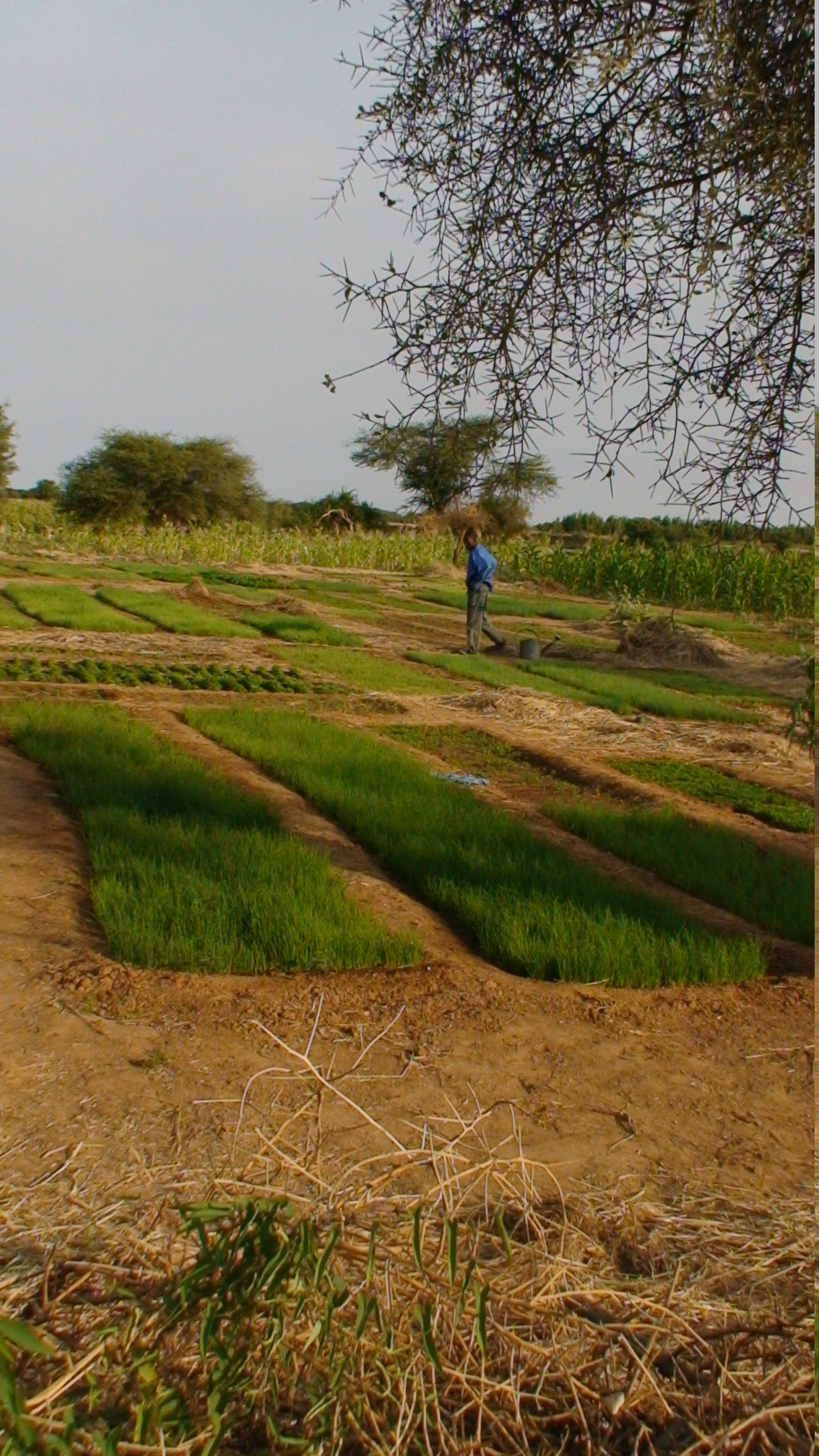
Pépinière d'oignon à Ndiawar

La production de légumes est très diversifiée.
Les structures d’exploitation horticoles sont caractérisées par la prédominance des vergers et jardins de case et des exploitations privées. Les volumes de production, en forte croissance depuis 15 ans, sont estimés à plus de 600 000 tonnes. De 2000 à 2010, les exportations horticoles sont passées de moins de 1 000 tonnes à 35 000 tonnes. Elles sont estimées à 85 000 tonnes en 2014.
Dans la région des Niayes entre Dakar et Saint-Louis, où se concentre plus de la moitié de la production, on rencontre principalement des cultures d’oignon, tomate cerise, chou, pomme de terre, mais aussi de haricot vert, carotte, salade, piment, melon... Presque tous les légumes y sont représentés. Cette production maraîchère est le fait de petites exploitations familiales nécessitant beaucoup de main d’œuvre, notamment pour l’irrigation et les récoltes.
La vallée du fleuve, autre zone de production, est plus spécialisée dans la tomate industrielle, l’oignon et la patate douce.
Les exportations sur le marché européen sont dominés par trois produits : le haricot vert, la tomate cerise, et le melon.

### Production fruitière
Elle fournit des fruits tropicaux : mangue, banane, ananas, papaye, goyave... et aussi des agrumes. L’essentiel de la production fruitière du Sénégal provient de la Casamance et de la région de Dakar et de Thiès. La production est issue de grandes exploitations ainsi que d'un grand nombre de petits et moyens producteurs. Les fruits sont essentiellement destinés au marché local, mais occupent de plus en plus la place dans les exportations avec un créneau de production très favorable pour la mangue (mai-juillet).
L’essentiel de la production fruitière du Sénégal provient de la région de la Casamance et de la région Thiès.
Les régions de Ziguinchor et Kolda sont caractérisées par une importante production de bananes (périmètres communs avec plusieurs exploitants autour d’une unique source d’eau), d’agrumes, de mangues, d’oranges, de mandarines, de papayes, de citrons, de goyaves.
Les zones de Thiès et Dakar constituent la seconde zone de production de fruits, avec environ 10 à 15 % de la production nationale. Elles sont surtout spécialisées dans les productions d’agrumes et mangues.
Les exportations de mangues vers l'UE sont en plein essor. En 2014, elles ont franchi le cap des 10 000 tonnes. Les problèmes phytosanitaires constituent, cependant, un risque majeur pour cette filière. En Casamance en particulier, où la mouche blanche du fruit sévit, les récoltes ont été détruites en grande partie au cours des dernières années.
La distribution et l'exportation des fruits et légumes au Sénégal impliquent une vingtaine d'entreprises actives regroupées au sein de deux fédérations (Onapes et Sepas) actuellement en cours de regroupement.

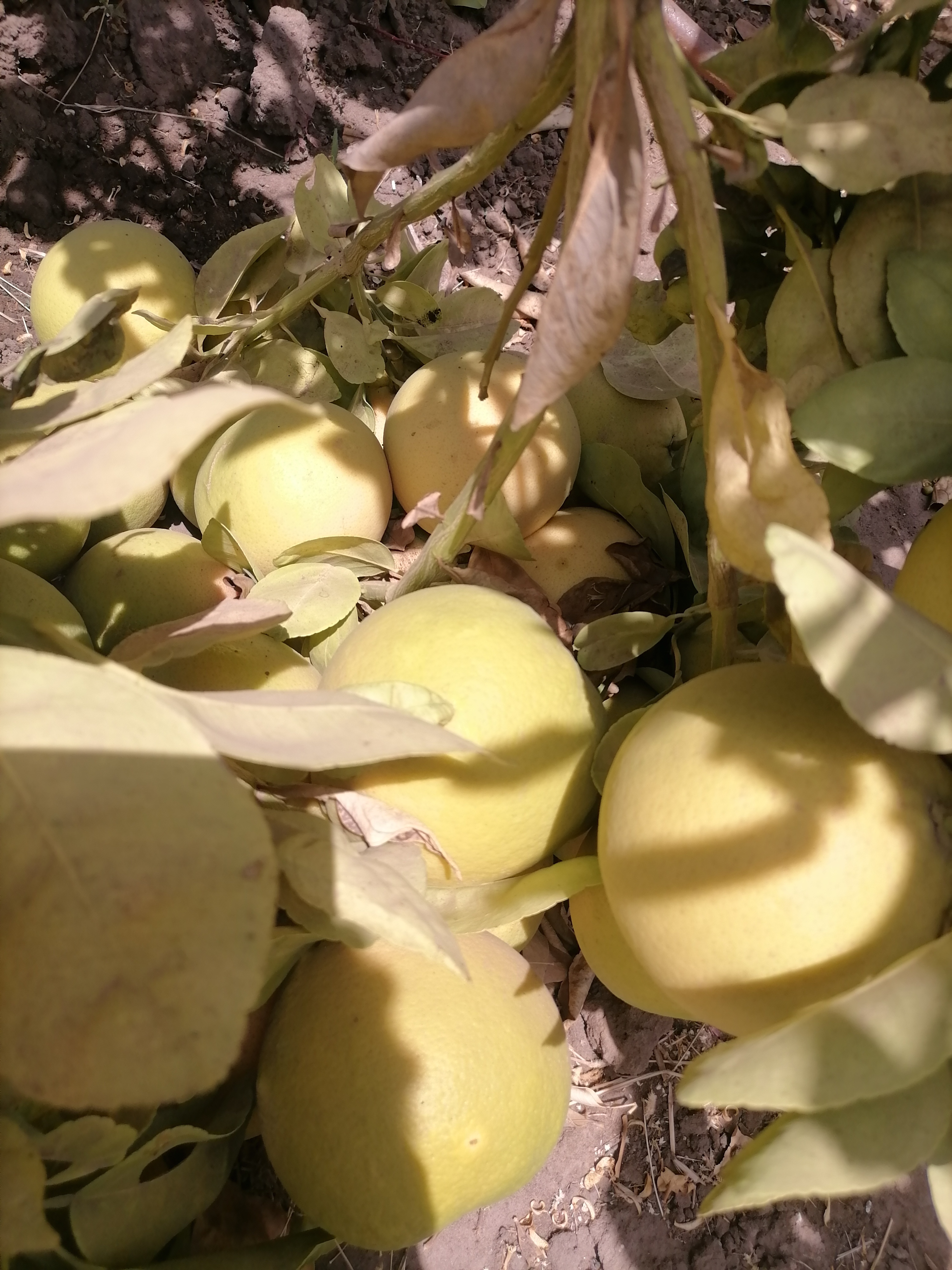
Champ de pamplemousses

## Élevage
L’élevage est un secteur d'activité important au Sénégal. Il représente 4 % du Produit Intérieur Brut (PIB) et concerne environ 40 % de la population rurale. Il contribue largement à l’amélioration de la sécurité alimentaire et à la lutte contre la pauvreté.
En 2012, le Sénégal compte 5,9 millions d’ovins, 5 millions de caprins, 3,5 millions de bovins ainsi que 44,2 millions de volailles. Les autres espèces sont représentées par de petits effectifs : de l’ordre de 500 000 têtes pour les équins et pour les asins, de 350 000 têtes pour les porcins et de 150 000 têtes pour les camelins.
On peut distinguer trois systèmes de production :
- Un système pastoral extensif qui recouvre la zone sylvo-pastorale du nord caractérisée par une faible pluviométrie. Ce système concerne environ un tiers des animaux. Les éleveurs sont nomades ou semi-nomades ; ils se déplacent sur de longues distances à la recherche de pâturages et de points d’eau pour assurer l’alimentation et l’abreuvement de leur troupeau.
- Un système agro-pastoral extensif ou (parfois) semi-intensif. L’alimentation des animaux est assuré par le pâturage complété à certaines périodes par des résidus de culture (paille de riz, fanes d’arachide, tiges de maïs...) et éventuellement par des graines de coton ou des tourteaux dans les systèmes semi-intensifs. On trouve ce système d’élevage agro-pastoral dans les régions de Diourbel, Fatick, et Kaolack au centre du pays, en Casamance et dans le Sénégal oriental.
- Un système intensif. Ce système concerne uniquement la production laitière. Encore peu répandu, il se concentre dans la frange côtière du pays où il bénéficie d’un climat plus favorable, de ressources alimentaires ayant une bonne valeur nutritive et de la proximité de centres urbains. On le trouve en particulier dans la région de Dakar et dans une moindre mesure dans la région de Thiès.

Le gouvernement sénégalais a fait du développement du secteur de l’élevage une de ses priorités et, pour cela, a mis en place un Plan national de développement de l’élevage (PNDE). Mais de multiples contraintes limitent ce développement, notamment les problèmes fonciers (réduction de l’espace pastoral) qui provoquent des conflits entre éleveurs et agriculteurs, la vulnérabilité du cheptel face au manque d’eau et aux maladies endémiques ainsi que son faible potentiel génétique, le manque d’organisation des filières et l’insuffisance des infrastructures, etc.

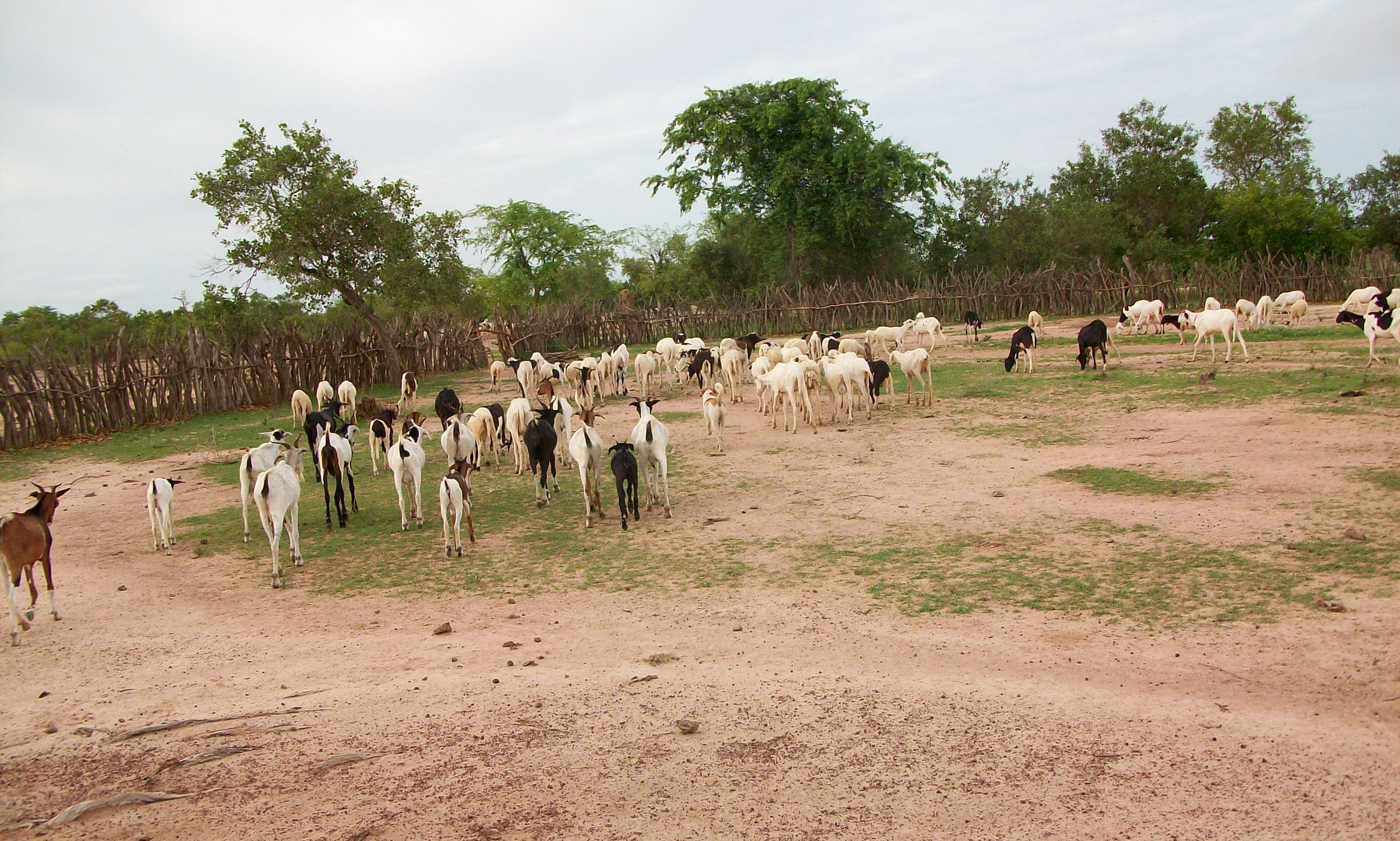
Troupeau d'ovins-caprins (village de Doudé bagué)

### Production laitière
La production laitière est estimée en 2012 à 202 millions de litres, en augmentation de près de 10 % par rapport à 2011 grâce au développement d’élevages semi-intensifs ou intensifs utilisant des races productives. Ces élevages implantés le plus souvent près des centres urbains ne représentent toutefois qu’un quart de la production laitière du pays.
Les élevages extensifs, largement majoritaires, utilisent des races locales et ont une productivité très faible. Leur production, conditionnée par les disponibilités fourragères, est saisonnière avec un pic pendant la saison des pluies (juillet à octobre) et une très nette baisse, voire une interruption pendant la saison sèche. Le lait local est en partie auto-consommé ; le reste est conditionné ou transformé dans des mini-laiteries artisanales réparties dans les différentes zones d’élevage. Il en existe plus de 70 en 2012.
La production est loin de couvrir les besoins nationaux ; ceux-ci sont importants, de l’ordre de 430 millions de litres, les sénégalais étant de gros consommateurs de produits laitiers. Pour compenser ce déficit, le pays a recours à des importations massives, essentiellement sous forme de poudre de lait. Les importations ont atteint 73 milliards de FCFA en 2010, ce qui fait des produits laitiers le deuxième produit alimentaire importé après le riz.
La poudre de lait importée est « traitée », d’une part par les « cantines à lait » artisanales, d’autre part par les laiteries industrielles. Les cantines à lait, installées au niveau des marchés et des quartiers, transforment la poudre de lait en lait fermenté ; il en existerait actuellement plus de 8000. Les laiteries industrielles approvisionnent les boutiques, les grandes surfaces, les hôtels et les restaurants. Elles reconditionnent la poudre de lait en sachets ou la transforment en lait stérilisé, lait fermenté, lait concentré, yaourts, etc.

### Production de viande

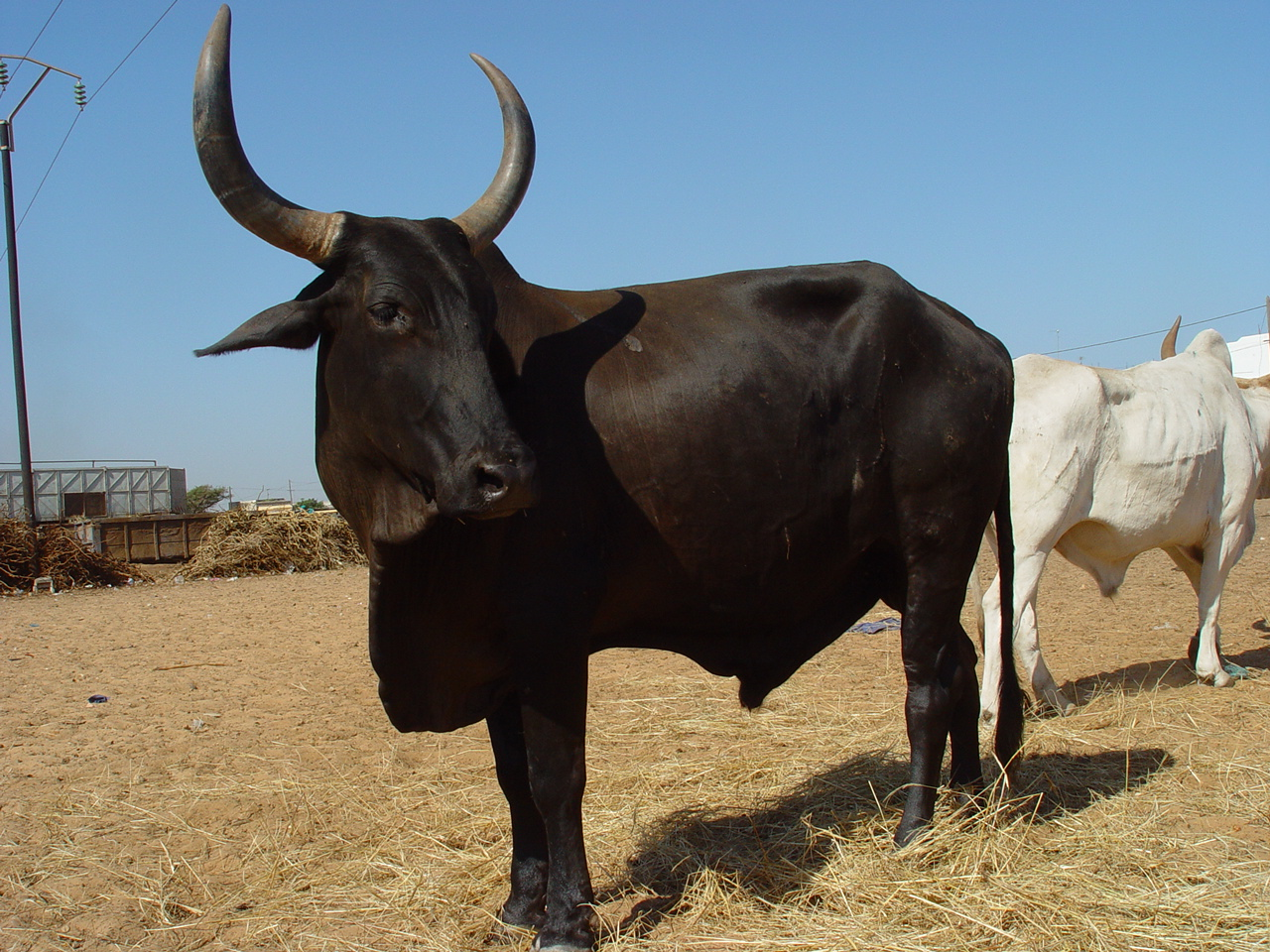
Bovin sur un marché près de Thiès

En 2012, la production de viande est évaluée à 189 700 tonnes dont 40,5 % environ de viande bovine, 30 % de viande volaille (voir paragraphe aviculture), 14 % de viande ovine, 9 % de viande caprine et 6,5 % de viande porcine.
Le Sénégal demeure fortement déficitaire. Les importations contrôlées de viande ont été en 2012 de 6 500 tonnes dont 4 500 tonnes environ de viande de buffle congelée en provenance d’Inde. Mais les importations se font essentiellement sous forme de bétail sur pied, bovins et ovins, en provenance du Mali  et dans une moindre mesure de Mauritanie. Pour la seule fête musulmane de la Tabaski, plus communément connue sous le nom de: Aïd al-adha, les besoins  en moutons vivants sont de l’ordre de 700 000 têtes, ce qui ne peut être satisfait par l’offre nationale. En 2012, le pays a importé à cette occasion 367 000 moutons dont 290 000 en provenance du Mali.

### Aviculture
La filière avicole a connu une crise profonde au début des années 2000 en raison de l’ouverture des frontières aux produits avicoles étrangers. Beaucoup d'élevages ont fermé et de nombreux emplois ont été perdus. Fin 2005, le gouvernement a pris une mesure suspensive de ces importations en raison de la grippe aviaire, mesure toujours en vigueur en 2016.
Cette politique a entrainé un boom spectaculaire de la production qui a plus que doublé en 10 ans passant de 23 900 tonnes en 2002 à 56 700 tonnes environ en 2012. Cette production est issue pour 52 % de l’aviculture industrielle qui se développe fortement (sa part n’était que de 27 % en 2002) et pour 48 % de l’aviculture familiale. Parallèlement, la consommation de viande de volaille a augmenté régulièrement car son prix est inférieur à celui de la viande de bœuf et de mouton.
La production d’œufs de consommation est passée de 324 millions d’unités en 2005 à 494 millions en 2011.
La filière demeure toutefois partiellement dépendante de l’extérieur dans la mesure où elle doit importer des poussins et une partie des matières premières entrant dans la composition des aliments pour les volailles, maïs et tourteaux de soja notamment.
Le développement de l'aviculture sénégalaise reste fragile et à la merci des pressions des pays étrangers, notamment du Brésil, des États-Unis et de l’Union européenne (UE) qui demandent la levée de l’interdiction des importations de volailles congelées qui pourrait avoir lieu à partir de 2020, en résultante des mesures prises dans le cadre de l’OMC et de la signature de l’accord de partenariat économique (APE) entre l’UE et les pays de l’Union économique et monétaire ouest-africaine (UEMOA). La filière avicole n’est pas encore considérée comme suffisamment compétitive pour résister à cette concurrence étrangère malgré les progrès réalisés. Les effectifs de la filière avicole sont estimés annuellement à plus de 23 millions de têtes pour la volaille traditionnelle et 20 millions de têtes pour la volaille industrielle pour une production d’œufs de 500 millions d'unités.

## Pêche

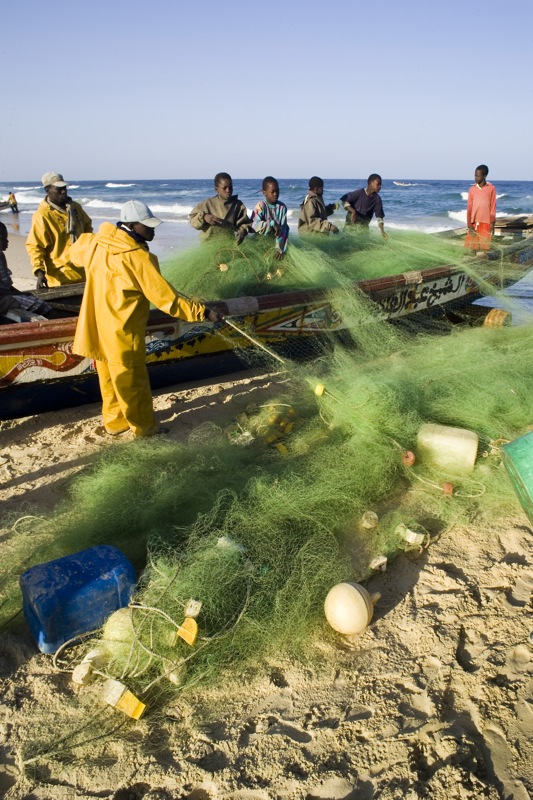
Pêcheurs au Sénégal

Le Sénégal possède une façade maritime longue de 700 km et un plateau continental d’une superficie de 27 600 km2 favorable à la pêche. Le secteur de la pêche occupe une place majeure dans l’économie nationale : il représente 1,8 % du produit intérieur brut (chiffres 2012) et il fournit du travail à 115 000 personnes sans compter les nombreux emplois temporaires dans le secteur informel.
Les débarquements de la pêche maritime s’élèvent en 2012 à 447 000 tonnes, en hausse de près de 9 % par rapport à 2011. Une large majorité (406 000 tonnes) provient d’une pêche artisanale pratiquée par des piroguiers.
Les débarquements de la pêche industrielle sont de 40 000 tonnes, en recul de 17 % par rapport à 2011. Cette baisse pourrait s’expliquer par la raréfaction des ressources halieutiques et par le retrait des licences de pêche à des bateaux étrangers.
Les exportations de produits halieutiques se sont situées à 107 845 tonnes en 2012. Il s’agit pour 65 % de poisons frais ou congelés et pour 33 % de crustacés et mollusques. En 2012, ils constituent le troisième poste en valeur des exportations du pays après l’or non monétaire et l’acide phosphorique. En 2014, en raison d'une forte hausse, ils occupent même le premier rang. Le continent africain est en quantité la première destination des produits halieutiques provenant du Sénégal (59 %). Mais, en valeur, l’Europe demeure la principale source de revenus d’exportation de la pêche (55 %), ces exportations étant dominées par les crustacés et les mollusques, produits plus chers.
Les autorités s’efforcent désormais de pratiquer une gestion durable de la ressource, en imposant des périodes de non pêche pour assurer un repos biologique du poisson, en gelant l’immatriculation de nouvelles pirogues, en annulant des licences de pêche d’espèces pélagiques attribuées à des navires étrangers et en luttant contre la pêche illégale.
Cependant, de nouveaux accords ont été signés entre le Sénégal et l’UE en novembre 2014 pour une durée de 5 ans. Ils prévoient que les navires européens pourront prélever 14 000 tonnes de thon et 2 000 tonnes de merlu par an dans les eaux territoriales du Sénégal en échange du paiement d’un droit d’accès et d’un soutien financier sectoriel. Ces accords ont soulevé des protestations de la part des responsables de la pêche locale et d'organisations environnementales.
Plusieurs grandes entreprises sénégalaises de transformation du poisson ont cessé leurs opérations en raison de leur flotte de petite taille à faible productivité, de coûts de production élevés, de la surexploitation et la raréfaction du poisson de grande valeur, et de manque d'investissement. Cette crise est signalée comme l'une des causes de l'émigration clandestine à partir des communautés de pêche du Sénégal vers l'Europe au cours de ces dernières années.
Pour lutter contre ce fléau, en avril 2021, des acteurs privés (Patrick Brochet, Khadim Bâ, Saliou Samb) se sont organisés pour transformer durablement et moderniser le secteur de la pêche au Sénégal. La Société des infrastructures et de réparation navale (SIRN) s'est alliée avec la Compagnie ouest-africaine de crédit-bail (Locafrique) et West Africa Capital Advisors pour accompagner les acteurs de la pêche artisanale. Ce partenariat technique et financier d'un montant global de 430 milliards de FCFA a pour objectif la réalisation de grands projets structurants dont :
- Le remplacement de 20 000 pirogues en bois en fibre de verre.
- La construction d'un nouveau dock flottant.
- La construction de bateaux de pêche semi-industrielle, et la construction d’infrastructures de pêche.

## Échanges commerciaux
La balance agroalimentaire du Sénégal est déficitaire, de l’ordre de 500 millions d’euros en 2014.

### Exportations
En 2014, les principaux produits agroalimentaires exportés sont par ordre décroissant les produits halieutiques (191,9 milliards FCFA), les préparations alimentaires, les productions horticoles (43,9 milliards FCFA), les produits arachidiers (29,1 milliards FCFA), le coton (11,3 milliards FCFA). Pour les poissons qui ont connu une forte hausse en 2014, les trois principaux clients sont la Côte d’Ivoire, la Corée du Sud et la France. Pour les crustacés et les mollusques, également en croissance élevée, il s’agit des pays européens, France, Espagne, Italie notamment.
Les préparations alimentaires, par exemple les bouillons cubes, sont exportés essentiellement vers les pays africains.
Les fruits et légumes sont destinés aux pays européens.

### Importations
En 2014, les principaux produits importés sont par ordre décroissant les produits céréaliers (riz, blé, maïs) pour 297,4 milliards FCFA, les huiles et graisses (huile de palme et de soja) pour 85,8 milliards FCFA et les produits laitiers pour 48,1 milliards FCFA.
La facture céréalière due aux importations de riz (179 milliards FCFA) et de blé (87,6 milliards FCFA) demeure très élevée malgré le plan de développement de la riziculture.
Les principaux fournisseurs sont pour le riz : l’Inde, largement majoritaire, et la Thaïlande, pour le blé : la France, largement en tête, la Russie et le Canada.
Le riz et le blé sont des produits stratégiques. La demande est en hausse en raison de la croissance démographique et de l’évolution des habitudes de consommation. Concernant le blé, pour atténuer les conséquences sur les consommateurs des variations de prix existant sur le marché international, le gouvernement sénégalais fixe le prix de la farine de blé et du pain ; en 2018, le prix du sac de 50 kg de farine a été fixé à 18 000 FCFA et celui de la baguette de pain de 190 grammes à 150 FCFA.